# گونتر باومن
گونتر باومن (انگلیسی: Gunther Baumann; ۱۹ ژانویهٔ ۱۹۲۱ – ۷ فوریهٔ ۱۹۹۸) بازیکن فوتبال اهل آلمان بود.
از باشگاه‌هایی که در آن بازی کرده‌است می‌توان به باشگاه فوتبال لوکوموتیو لایپزیگ، باشگاه فوتبال هانوفر ۹۶، باشگاه فوتبال نورنبرگ، و باشگاه فوتبال اشتوتگارت اشاره کرد.
وی همچنین در تیم ملی فوتبال آلمان بازی کرده‌است.